# 奥津マリリ
奥津 マリリ（おくつ マリリ、7月11日 - ）は、日本の女性アイドル。女性アイドルグループ・フィロソフィーのダンスのメンバー。神奈川県出身。オクツマリリ名義でシンガーソングライター活動もおこなっているほか、グラビア活動も行なっている。

## 略歴
高校の文化祭でのバンド参加を契機にバンド活動を開始。ボーカルを担当したバンドThe Clapにて閃光ライオットの決勝進出後、anlenyというバンドでギターボーカルとして活動。

### anleny解散後
2013年8月、シンガーソングライターとしてソロ活動開始。
2015年、フィロソフィーのダンスのメンバーとして活動開始。
2016年、「週刊プレイボーイ presents“ナツ☆イチ！美少女オーディション”」にてグランプリを獲得したことをきっかけにグラビア活動もおこなっている。

## ディスコグラフィー

### 個人名義のリリース
| タイトル         | 発売日     | 作詞                | 作曲     | 編曲     | 収録曲                                            | 備考                                                                  |
| ---------------- | ---------- | ------------------- | -------- | -------- | ------------------------------------------------- | --------------------------------------------------------------------- |
| こころ盗んで     | 2020/07/11 | 原田夏樹            | 原田夏樹 | 原田夏樹 | 1. こころ盗んで                                   | 配信シングル。                                                        |
| ネイビー・ブルー | 2021/02/03 | 森晶美 / 奥津マリリ | 野戸久嗣 | 野戸久嗣 | 1. ネイビー・ブルー 2. ネイビー・ブルー(カラオケ) | 配信シングル。 2021/02/26には「こころ盗んで」を含むアナログ盤も発売。 |

## 写真集
| # | タイトル               | 出版社           | 販売           | 出版日         | ISBN | ASIN       |
| - | ---------------------- | ---------------- | -------------- | -------------- | ---- | ---------- |
| 1 | 哲学的マリチチ         | 週刊プレイボーイ | 株式会社集英社 | 2016年12月23日 | -    | B01NBEV9LN |
| 2 | 挑発的な君（マリチチ） | 株式会社集英社   | 集英社         | -              | -    | -          |

## 雑誌グラビア
| #  | 雑誌名                   | 出版社                 | 発売日         | タイトル                                                                 | 備考                                               |
| -- | ------------------------ | ---------------------- | -------------- | ------------------------------------------------------------------------ | -------------------------------------------------- |
| 1  | ナツ☆イチッ！            | 集英社                 | 2016年7月25日  |                                                                          | 週刊プレイボーイ×TOKYO IDOL FESTIVAL 2016 公式BOOK |
| 2  | 週刊プレイボーイ         | 集英社                 | 2016年9月5日   | 哲学的マリチチ                                                           |                                                    |
| 3  | ヤングガンガン           | スクウェア・エニックス | 2017年3月3日   | White Boin Cup 2017                                                      |                                                    |
| 4  | 週刊プレイボーイ         | 集英社                 | 2017年7月31日  | 昨年のナツ☆イチッ！オーディションクイーンが登場                          |                                                    |
| 5  | ヤングガンガン           | スクウェア・エニックス | 2017年11月17日 | White Boin Cup 2017 Champion                                             |                                                    |
| 6  | 週刊プレイボーイ         | 集英社                 | 2017年11月20日 | 挑発的な君(マリチチ)                                                     |                                                    |
| 7  | 週刊SPA!                 | 扶桑社                 | 2019年7月30日  | 真夏のアイドル決定戦2019                                                 | 週刊SPA!とTIF2019によるコラボ企画                  |
| 8  | 増刊FLASH DIAMOND        | 光文社                 | 2019年10月15日 | アイドル水着で頂上決戦 「だから、この娘を推しました」 マリチチに会いたい |                                                    |
| 9  | 週刊FLASH                | 光文社                 | 2019年12月3日  | フレッシュアイドル幕末維新Vol.9 マリチチとお泊まり                       | お泊まりビキニ                                     |
| 10 | 週刊SPA!                 | 扶桑社                 | 2020年4月21日  |                                                                          |                                                    |
| 11 | 週刊プレイボーイ         | 集英社                 | 2020年6月22日  | ステイホームで101人グラビア                                              |                                                    |
| 12 | 別冊SPA! 旬撮ガールVol.6 | 扶桑社                 | 2020年7月14日  | 美女たちの初めて                                                         |                                                    |
| 13 | 週刊プレイボーイ         | 集英社                 | 2020年9月28日  | TIFオンライン2020注目の5人                                               |                                                    |
| 14 | 週刊FLASH                | 光文社                 | 2020年9月29日  | 葡萄酒と誘惑                                                             |                                                    |
| 15 | 週刊SPA!                 | 扶桑社                 | 2020年11月17日 | このあと、どうする？                                                     |                                                    |

## web
- Pop’n’Roll (2020年1月3日) グラビア掲載 - 奥津マリリ（フィロソフィーのダンス）、マリチチ「朝ごはんはなに食べたい？」[5]
- EPop’n’Roll (2021年1月3日) グラビア掲載 - 奥津マリリ（フィロソフィーのダンス）［新春グラビア］日常に花束のような幸せを[6]
- 音楽ナタリー (2021年1月27日) 「マイベストトラック2020」[7]
- ガラスガール（2022年7月29日〜）「サシ飲み対談！奥津マリリはビールが飲みたい。」[8]

## 雑誌
- Top Yell NEO 2020 AUTUMN (2020年9月30日、竹書房) - インタビュー掲載
- EX大衆 8月号 (2020年7月15日、双葉社) - インタビュー掲載
- 週刊SPA! 2020年9月1日号 (2020年8月25日、扶桑社) - インタビュー掲載

## 出演

### テレビ番組
- プレミアの巣窟（2020年11月23日、11月30、12月1日、フジテレビ）
- Wonder Wheel (2021年4月3日、TOKYO MX ※毎月第1・第2・第5週放送) - MC[9]

### ドラマ
- 錦糸町パラダイス〜渋谷から一本〜（2024年7月13日 - 9月28日、テレビ東京）受付嬢A

### インターネット番組
- 「好きにガチゼミ」 (2020年11月9日、スカパー!公式YouTubeチャンネル)[10]
- 「南波一海のヒアヒア」 (2021年2月1日、ツイキャス)[11]
- STAY HOMEが捗る「娘。」トーク Vol.2 (2021年2月13日)　- LOFT9Shibuyaにて有観客で開催

### ラジオ番組
- 「サウナ、カレー、音楽！！」 (2020年11月16日、J-WAVE SONAR MUSIC)